# Rally Monza de 2021
El Rally Monza de 2021, oficialmente 42. FORUM8 ACI Rally Monza 2021, fue la cuadragésima segunda edición del Monza Rally Show y la duodécima y última ronda de la temporada 2021 del Campeonato Mundial de Rally. Se celebró del 18 al 21 de noviembre y contó con un itinerario de dieciséis tramos sobre asfalto que sumarón un total de 253,18 km cronometrados. Fue también la duodécima y última ronda de los campeonatos WRC2 y WRC3.

## Lista de inscritos
| \| Num. \| Piloto \| Copiloto \| Automóvil \| Equipo \| Neumático \| \| --------------------------- \| ----------------------- \| ---------------------- \| ---------------------- \| ----------------------- \| --------- \| \| 1 \| Sébastien Ogier \| Julien Ingrassia \| Toyota Yaris WRC \| Toyota Gazoo Racing WRT \| P \| \| 2 \| Oliver Solberg \| Elliott Edmondson \| Hyundai i20 Coupe WRC \| Hyundai 2C Competition \| P \| \| 3 \| Teemu Suninen \| Mikko Markkula \| Hyundai i20 Coupe WRC \| Hyundai Shell Mobis WRT \| P \| \| 6 \| Dani Sordo \| Cándido Carrera \| Hyundai i20 Coupe WRC \| Hyundai Shell Mobis WRT \| P \| \| 11 \| Thierry Neuville \| Martijn Wydaeghe \| Hyundai i20 Coupe WRC \| Hyundai Shell Mobis WRT \| P \| \| 16 \| Adrien Fourmaux \| Alexandre Coria \| Ford Fiesta WRC \| M-Sport Ford WRT \| P \| \| 18 \| Takamoto Katsuta \| Aaron Johnston \| Toyota Yaris WRC \| Toyota Gazoo Racing WRT \| P \| \| 33 \| Elfyn Evans \| Scott Martin \| Toyota Yaris WRC \| Toyota Gazoo Racing WRT \| P \| \| 44 \| Gus Greensmith \| Jonas Andersson \| Ford Fiesta WRC \| M-Sport Ford WRT \| P \| \| 69 \| Kalle Rovanperä \| Jonne Halttunen \| Toyota Yaris WRC \| Toyota Gazoo Racing WRT \| P \| \| 20 \| Andreas Mikkelsen \| Phil Hall \| Škoda Fabia Rally2 Evo \| Toksport WRT \| P \| \| 21 \| Marco Bulacia Wilkinson \| Marcelo Der Ohannesian \| Škoda Fabia Rally2 Evo \| Toksport WRT \| P \| \| 22 \| Jari Huttunen \| Mikko Lukka \| Ford Fiesta Rally2 \| M-Sport Ford WRT \| P \| \| 23 \| Nikolay Gryazin \| Konstantin Aleksandrov \| Škoda Fabia Rally2 Evo \| Movisport SRL \| P \| \| 24 \| Georg Linnamäe \| James Morgan \| Volkswagen Polo GTI R5 \| ALM Motorsport \| P \| \| 25 \| Enrico Brazzoli \| Manuel Fenoli \| Škoda Fabia Rally2 Evo \| Movisport SRL \| P \| \| 26 \| Kajetan Kajetanowicz \| Maciej Szczepaniak \| Škoda Fabia Rally2 Evo \| Kajetan Kajetanowicz \| P \| \| 27 \| Yohan Rossel \| Jacques-Julien Renucci \| Citroën C3 Rally2 \| Yohan Rossel \| P \| \| 28 \| Chris Ingram \| Ross Whittock \| Škoda Fabia Rally2 Evo \| Chris Ingram \| P \| \| 29 \| Josh McErlean \| James Fulton \| Hyundai i20 N Rally2 \| Josh McErlean \| P \| \| 30 \| Mauro Miele \| Luca Beltrame \| Škoda Fabia Rally2 Evo \| Mauro Miele \| P \| \| 31 \| Grégoire Munster \| Louis Louka \| Hyundai i20 N Rally2 \| Grégoire Munster \| P \| \| 32 \| Giacomo Ogliari \| Giacomo Ciucci \| Citroën C3 Rally2 \| Giacomo Ogliari \| P \| \| 34 \| Pablo Biolghini \| Marco Menchini \| Škoda Fabia Rally2 Evo \| Pablo Biolghini \| P \| \| 35 \| Andrea Crugnola \| Pietro Ometto \| Hyundai i20 N Rally2 \| Andrea Crugnola \| P \| \| 36 \| Stefano Albertini \| Danilo Fappani \| Hyundai i20 N Rally2 \| Stefano Albertini \| P \| \| 37 \| Damiano De Tommaso \| Giorgia Ascalone \| Škoda Fabia Rally2 Evo \| Damiano De Tommaso \| P \| \| 38 \| Alessandro Perico \| Mauro Turati \| Škoda Fabia Rally2 Evo \| Alessandro Perico \| P \| \| 39 \| Alberto Dall'Era \| Edoardo Brovelli \| Volkswagen Polo GTI R5 \| Alberto Dall'Era \| P \| \| 40 \| Marco Paccagnella \| Mattia Orio \| Škoda Fabia Rally2 Evo \| Marco Paccagnella \| P \| \| 41 \| Frank Bird \| Jack Morton \| Ford Fiesta Rally2 \| Frank Bird \| P \| \| 42 \| Marco Roncoroni \| Paolo Brusadelli \| Škoda Fabia R5 \| Marco Roncoroni \| P \| \| 43 \| Lorenzo Bontempelli \| Gianluca Marchioni \| Škoda Fabia Rally2 Evo \| Lorenzo Bontempelli \| P \| \| 45 \| Gilles de Turckheim \| Stéphane Lefebvre \| Citroën C3 Rally2 \| Gilles de Turckheim \| P \| \| 46 \| Rachele Somaschini \| Nicola Arena \| Citroën C3 Rally2 \| Rachele Somaschini \| P \| \| 47 \| Jacopo Civelli \| Massimo Moriconi \| Škoda Fabia R5 \| Jacopo Civelli \| P \| \| 48 \| Patrizia Perosino \| Veronica Verzoletto \| Škoda Fabia R5 \| Patrizia Perosino \| P \| \| 49 \| Giancarlo Terzi \| Samuele Perino \| Škoda Fabia R5 \| Giancarlo Terzi \| P \| \| Fuente: ewrc-results.com[1] \| \| \| \| \| \| |                         |                        |                        |                         |           |
| Num. | Piloto                  | Copiloto               | Automóvil              | Equipo                  | Neumático |
| 1 | Sébastien Ogier         | Julien Ingrassia       | Toyota Yaris WRC       | Toyota Gazoo Racing WRT | P         |
| 2 | Oliver Solberg          | Elliott Edmondson      | Hyundai i20 Coupe WRC  | Hyundai 2C Competition  | P         |
| 3 | Teemu Suninen           | Mikko Markkula         | Hyundai i20 Coupe WRC  | Hyundai Shell Mobis WRT | P         |
| 6 | Dani Sordo              | Cándido Carrera        | Hyundai i20 Coupe WRC  | Hyundai Shell Mobis WRT | P         |
| 11 | Thierry Neuville        | Martijn Wydaeghe       | Hyundai i20 Coupe WRC  | Hyundai Shell Mobis WRT | P         |
| 16 | Adrien Fourmaux         | Alexandre Coria        | Ford Fiesta WRC        | M-Sport Ford WRT        | P         |
| 18 | Takamoto Katsuta        | Aaron Johnston         | Toyota Yaris WRC       | Toyota Gazoo Racing WRT | P         |
| 33 | Elfyn Evans             | Scott Martin           | Toyota Yaris WRC       | Toyota Gazoo Racing WRT | P         |
| 44 | Gus Greensmith          | Jonas Andersson        | Ford Fiesta WRC        | M-Sport Ford WRT        | P         |
| 69 | Kalle Rovanperä         | Jonne Halttunen        | Toyota Yaris WRC       | Toyota Gazoo Racing WRT | P         |
| 20 | Andreas Mikkelsen       | Phil Hall              | Škoda Fabia Rally2 Evo | Toksport WRT            | P         |
| 21 | Marco Bulacia Wilkinson | Marcelo Der Ohannesian | Škoda Fabia Rally2 Evo | Toksport WRT            | P         |
| 22 | Jari Huttunen           | Mikko Lukka            | Ford Fiesta Rally2     | M-Sport Ford WRT        | P         |
| 23 | Nikolay Gryazin         | Konstantin Aleksandrov | Škoda Fabia Rally2 Evo | Movisport SRL           | P         |
| 24 | Georg Linnamäe          | James Morgan           | Volkswagen Polo GTI R5 | ALM Motorsport          | P         |
| 25 | Enrico Brazzoli         | Manuel Fenoli          | Škoda Fabia Rally2 Evo | Movisport SRL           | P         |
| 26 | Kajetan Kajetanowicz    | Maciej Szczepaniak     | Škoda Fabia Rally2 Evo | Kajetan Kajetanowicz    | P         |
| 27 | Yohan Rossel            | Jacques-Julien Renucci | Citroën C3 Rally2      | Yohan Rossel            | P         |
| 28 | Chris Ingram            | Ross Whittock          | Škoda Fabia Rally2 Evo | Chris Ingram            | P         |
| 29 | Josh McErlean           | James Fulton           | Hyundai i20 N Rally2   | Josh McErlean           | P         |
| 30 | Mauro Miele             | Luca Beltrame          | Škoda Fabia Rally2 Evo | Mauro Miele             | P         |
| 31 | Grégoire Munster        | Louis Louka            | Hyundai i20 N Rally2   | Grégoire Munster        | P         |
| 32 | Giacomo Ogliari         | Giacomo Ciucci         | Citroën C3 Rally2      | Giacomo Ogliari         | P         |
| 34 | Pablo Biolghini         | Marco Menchini         | Škoda Fabia Rally2 Evo | Pablo Biolghini         | P         |
| 35 | Andrea Crugnola         | Pietro Ometto          | Hyundai i20 N Rally2   | Andrea Crugnola         | P         |
| 36 | Stefano Albertini       | Danilo Fappani         | Hyundai i20 N Rally2   | Stefano Albertini       | P         |
| 37 | Damiano De Tommaso      | Giorgia Ascalone       | Škoda Fabia Rally2 Evo | Damiano De Tommaso      | P         |
| 38 | Alessandro Perico       | Mauro Turati           | Škoda Fabia Rally2 Evo | Alessandro Perico       | P         |
| 39 | Alberto Dall'Era        | Edoardo Brovelli       | Volkswagen Polo GTI R5 | Alberto Dall'Era        | P         |
| 40 | Marco Paccagnella       | Mattia Orio            | Škoda Fabia Rally2 Evo | Marco Paccagnella       | P         |
| 41 | Frank Bird              | Jack Morton            | Ford Fiesta Rally2     | Frank Bird              | P         |
| 42 | Marco Roncoroni         | Paolo Brusadelli       | Škoda Fabia R5         | Marco Roncoroni         | P         |
| 43 | Lorenzo Bontempelli     | Gianluca Marchioni     | Škoda Fabia Rally2 Evo | Lorenzo Bontempelli     | P         |
| 45 | Gilles de Turckheim     | Stéphane Lefebvre      | Citroën C3 Rally2      | Gilles de Turckheim     | P         |
| 46 | Rachele Somaschini      | Nicola Arena           | Citroën C3 Rally2      | Rachele Somaschini      | P         |
| 47 | Jacopo Civelli          | Massimo Moriconi       | Škoda Fabia R5         | Jacopo Civelli          | P         |
| 48 | Patrizia Perosino       | Veronica Verzoletto    | Škoda Fabia R5         | Patrizia Perosino       | P         |
| 49 | Giancarlo Terzi         | Samuele Perino         | Škoda Fabia R5         | Giancarlo Terzi         | P         |
| Fuente: ewrc-results.com |                         |                        |                        |                         |           |

## Itinerario
| Día                      | Tramo | Nombre                    | Distancia | Ganador de la etapa | Automóvil             | Tiempo  | Líder de la general |
| ------------------------ | ----- | ------------------------- | --------- | ------------------- | --------------------- | ------- | ------------------- |
| Día 1 (18 de noviembre)  | —     | PZero (Shakedown)         | 4.09 km   | Kalle Rovanperä     | Toyota Yaris WRC      | 2:55.1  | —                   |
| Día 2 (19 de noviembre)  | SS1   | Gerosa 1                  | 10.96 km  | Sébastien Ogier     | Toyota Yaris WRC      | 6:42.8  | Sébastien Ogier     |
| Día 2 (19 de noviembre)  | SS2   | Costa Valle Imagna 1      | 22.11 km  | Elfyn Evans         | Toyota Yaris WRC      | 12:59.0 | Sébastien Ogier     |
| Día 2 (19 de noviembre)  | SS3   | Gerosa 2                  | 10.96 km  | Sébastien Ogier     | Toyota Yaris WRC      | 6:35.3  | Sébastien Ogier     |
| Día 2 (19 de noviembre)  | SS4   | Costa Valle Imagna 2      | 22.11 km  | Sébastien Ogier     | Toyota Yaris WRC      | 12:48.0 | Sébastien Ogier     |
| Día 2 (19 de noviembre)  | SS5   | Cinturato 1               | 14.49 km  | Elfyn Evans         | Toyota Yaris WRC      | 9:51.0  | Sébastien Ogier     |
| Día 2 (19 de noviembre)  | SS6   | Cinturato 2               | 14.49 km  | Thierry Neuville    | Hyundai i20 Coupe WRC | 9:39.8  | Elfyn Evans         |
| Día 2 (19 de noviembre)  | SS7   | Grand Prix 1              | 10.29 km  | Dani Sordo          | Hyundai i20 Coupe WRC | 5:18.7  | Elfyn Evans         |
| Día 3 (20 de noviembre)  | SS8   | San Fermo 1               | 14.80 km  | Thierry Neuville    | Hyundai i20 Coupe WRC | 9:15.4  | Sébastien Ogier     |
| Día 3 (20 de noviembre)  | SS9   | Selvino 1                 | 24.93 km  | Elfyn Evans         | Toyota Yaris WRC      | 16:12.3 | Elfyn Evans         |
| Día 3 (20 de noviembre)  | SS10  | San Fermo 2               | 14.80 km  | Sébastien Ogier     | Toyota Yaris WRC      | 9:11.1  | Sébastien Ogier     |
| Día 3 (20 de noviembre)  | SS11  | Selvino 2                 | 24.93 km  | Sébastien Ogier     | Toyota Yaris WRC      | 16:07.6 | Sébastien Ogier     |
| Día 3 (20 de noviembre)  | SS12  | Sottozero 1               | 14.39 km  | Elfyn Evans         | Toyota Yaris WRC      | 9:10.9  | Elfyn Evans         |
| Día 3 (20 de noviembre)  | SS13  | Sottozero 2               | 14.39 km  | Dani Sordo          | Hyundai i20 Coupe WRC | 9:10.7  | Sébastien Ogier     |
| Día 4 (21 de noviembre)  | SS14  | Grand Prix 2              | 10.29 km  | Thierry Neuville    | Hyundai i20 Coupe WRC | 5:12.3  | Sébastien Ogier     |
| Día 4 (21 de noviembre)  | SS15  | Serraglio 1               | 14.62 km  | Thierry Neuville    | Hyundai i20 Coupe WRC | 10:10.1 | Sébastien Ogier     |
| Día 4 (21 de noviembre)  | SS16  | Serraglio 2 (Power Stage) | 14.62 km  | Thierry Neuville    | Hyundai i20 Coupe WRC | 10:04.4 | Sébastien Ogier     |
| Fuente: ewrc-results.com |       |                           |           |                     |                       |         |                     |

### Power stage
El power stage fue una etapa de 14.62 km al final del rally. Se otorgaron puntos adicionales del Campeonato Mundial a los cinco más rápidos.
| Pos. | Piloto           | Copiloto         | Coche                 | Equipo                  | Tiempo  | Puntos |
| ---- | ---------------- | ---------------- | --------------------- | ----------------------- | ------- | ------ |
| 1    | Thierry Neuville | Martijn Wydaeghe | Hyundai i20 Coupe WRC | Hyundai Shell Mobis WRT | 10:04.4 | 5      |
| 2    | Takamoto Katsuta | Aaron Johnston   | Toyota Yaris WRC      | Toyota Gazoo Racing WRT | +3.5    | 4      |
| 3    | Dani Sordo       | Cándido Carrera  | Hyundai i20 Coupe WRC | Hyundai Shell Mobis WRT | +3.6    | 3      |
| 4    | Elfyn Evans      | Scott Martin     | Toyota Yaris WRC      | Toyota Gazoo Racing WRT | +3.6    | 2      |
| 5    | Sébastien Ogier  | Julien Ingrassia | Toyota Yaris WRC      | Toyota Gazoo Racing WRT | +3.9    | 1      |

## Clasificación final
| World Rally Championship   | World Rally Championship | World Rally Championship | World Rally Championship | World Rally Championship | World Rally Championship | World Rally Championship | World Rally Championship |
| Pos.                       | Piloto                   | Copiloto                 | Automóvil                | Equipo                   | Neumático                | Tiempo                   | Puntos                   |
| -------------------------- | ------------------------ | ------------------------ | ------------------------ | ------------------------ | ------------------------ | ------------------------ | ------------------------ |
| 1                          | Sébastien Ogier          | Julien Ingrassia         | Toyota Yaris WRC         | Toyota Gazoo Racing WRT  | P                        | 2:39:08.6                | 25                       |
| 2                          | Elfyn Evans              | Scott Martin             | Toyota Yaris WRC         | Toyota Gazoo Racing WRT  | P                        | +7.3                     | 18                       |
| 3                          | Dani Sordo               | Cándido Carrera          | Hyundai i20 Coupe WRC    | Hyundai Shell Mobis WRT  | P                        | +21.3                    | 15                       |
| 4                          | Thierry Neuville         | Martijn Wydaeghe         | Hyundai i20 Coupe WRC    | Hyundai Shell Mobis WRT  | P                        | +32.0                    | 12                       |
| 5                          | Oliver Solberg           | Elliott Edmondson        | Hyundai i20 Coupe WRC    | Hyundai 2C Competition   | P                        | +1:32.0                  | 10                       |
| 6                          | Teemu Suninen            | Mikko Markkula           | Hyundai i20 Coupe WRC    | Hyundai Shell Mobis WRT  | P                        | +2:22.6                  | 8                        |
| 7                          | Takamoto Katsuta         | Aaron Johnston           | Toyota Yaris WRC         | Toyota Gazoo Racing WRT  | P                        | +2:34.5                  | 6                        |
| 8                          | Gus Greensmith           | Jonas Andersson          | Ford Fiesta WRC          | M-Sport Ford WRT         | P                        | +2:50.2                  | 4                        |
| 9                          | Kalle Rovanperä          | Jonne Halttunen          | Toyota Yaris WRC         | Toyota Gazoo Racing WRT  | P                        | +4:49.6                  | 2                        |
| 10                         | Andrea Crugnola          | Pietro Ometto            | Hyundai i20 N Rally2     | Andrea Crugnola          | P                        | +9:06.9                  | 1                        |
| World Rally Championship 2 |                          |                          |                          |                          |                          |                          |                          |
| 1 (14.)                    | Jari Huttunen            | Mikko Lukka              | Ford Fiesta Rally2       | M-Sport Ford WRT         | P                        | 2:49:28.6                | 25                       |
| 2 (16.)                    | Andreas Mikkelsen        | Phil Hall                | Škoda Fabia Rally2 Evo   | Toksport WRT             | P                        | +47.0                    | 18                       |
| 3 (35.)                    | Enrico Brazzoli          | Manuel Fenoli            | Škoda Fabia Rally2 Evo   | Movisport SRL            | P                        | +14:00.8                 | 15                       |
| 4 (58.)                    | Marco Bulacia Wilkinson  | Marcelo Der Ohannesian   | Škoda Fabia Rally2 Evo   | Toksport WRT             | P                        | +59:22.3                 | 12                       |
| World Rally Championship 3 |                          |                          |                          |                          |                          |                          |                          |
| 1 (10.)                    | Andrea Crugnola          | Pietro Ometto            | Hyundai i20 N Rally2     | Andrea Crugnola          | P                        | 2:48:15.5                | 25                       |
| 2 (11.)                    | Yohan Rossel             | Jacques-Julien Renucci   | Citroën C3 Rally2        | Yohan Rossel             | P                        | +4.0                     | 18                       |
| 3 (12.)                    | Kajetan Kajetanowicz     | Maciej Szczepaniak       | Škoda Fabia Rally2 Evo   | Kajetan Kajetanowicz     | P                        | +7.1                     | 15                       |
| 4 (15.)                    | Grégoire Munster         | Louis Louka              | Hyundai i20 N Rally2     | Grégoire Munster         | P                        | +1:31.5                  | 12                       |
| 5 (17.)                    | Damiano De Tommaso       | Giorgia Ascalone         | Škoda Fabia Rally2 Evo   | Damiano De Tommaso       | P                        | +2:11.4                  | 10                       |
| Fuente: ewrc-results.com   |                          |                          |                          |                          |                          |                          |                          |

## Clasificaciones tras el rally
| Posición | Piloto           | Puntos | Cambios de posición |
| -------- | ---------------- | ------ | ------------------- |
| 1        | Sébastien Ogier  | 230    | Sin cambios         |
| 2        | Elfyn Evans      | 207    | Sin cambios         |
| 3        | Thierry Neuville | 176    | Sin cambios         |
| 4        | Kalle Rovanperä  | 142    | Sin cambios         |
| 5        | Ott Tänak        | 128    | Sin cambios         |

| Posición | Equipo                  | Puntos | Cambios de posición |
| -------- | ----------------------- | ------ | ------------------- |
| 1        | Toyota Gazoo Racing WRT | 520    | Sin cambios         |
| 2        | Hyundai Shell Mobis WRT | 462    | Sin cambios         |
| 3        | M-Sport Ford WRT        | 199    | Sin cambios         |
| 4        | Hyundai 2C Competition  | 68     | Sin cambios         |